# N響アワー
『N響アワー』（エヌきょうアワー）は、NHK教育テレビジョンで1980年4月26日から2012年3月25日まで放送されていたクラシック音楽番組。原則としてNHK交響楽団の演奏を放送した。
番組終了当時の放送曜日・時間は、毎月第1 - 4日曜日の21:00 - 21:57（JST）。

## 概要
1980年4月26日に放送を開始した。NHK交響楽団の音楽会を収録した映像などを放送していた。
『オーケストラの森』開始後は、毎月第5週目には、同番組を放送するために放送を休止していた。
2012年3月25日放送分をもって番組は終了。32年の歴史に幕を閉じた。後番組は、石田衣良と加羽沢美濃が司会を務める『ららら♪クラシック』。

## この番組のステレオ放送について
番組開始当初、教育テレビは音声多重放送を行っていなかったことから、1985年4月7日14時からの再放送枠にて、NHK-FMでステレオで同時放送を開始した。
しかし、1990年10月1日に教育テレビで音声多重放送を開始したのに伴い、同月6日の放送から同テレビ於いて漸くステレオ放送となった。

## 出演者

### 司会
⚫印は、アシスタント司会者。
| 期間                            | 放送時間             | 司会者                                                         | 備考 |
| ------------------------------- | -------------------- | -------------------------------------------------------------- | --- |
|                                 |                      | 柴田南雄（作曲家）                                             | |
|                                 |                      | 海老沢敏（音楽学者・モーツァルト研究家）                       | |
| 1980年04月26日 - 1982年12月26日 |                      | 後藤美代子（アナウンサー）                                     | 毎月1回最終土曜日の放送。 |
| 1983年05月29日 - 1984年03月23日 |                      | 明石勇（アナウンサー）                                         | |
| 1984年04月07日 - 1985年03月26日 | 土曜日 19:00 - 20:00 | 芥川也寸志（作曲家） 小塩節（ドイツ文学者） 杉浦宏（魚類学者） | 3人の鼎談形式での司会。 |
| 1985年04月06日 - 1988年09月24日 | 土曜日 19:00 - 20:00 | 芥川也寸志 なかにし礼（作家） 木村尚三郎（歴史学者）           | 3人の鼎談形式での司会。 この時期から番組がステレオ制作となり、NHK-FM放送にて、教育テレビの翌日の再放送時間帯と同時に、ステレオでの放送を開始。 |
| 1988年10月01日 - 1988年11月26日 |                      | なかにし礼 木村尚三郎 岩城宏之（指揮者）                       | |
| 1988年12月 - 1989年04月01日     |                      | なかにし礼 木村尚三郎                                          | |
| 1989年04月08日 - 1992年04月04日 |                      | 森ミドリ（作曲家・チェレスタ演奏家）                           | 1990年10月6日の放送分から、教育テレビにてステレオ放送を開始。                                                                                  |
| 1992年04月11日 - 1993年04月03日 |                      | 岩城宏之 阿木燿子（作詞家）                                    | |
| 1993年04月10日 - 1996年03月16日 |                      | 中村紘子（ピアニスト）                                         | |
| 1996年04月06日 - 2002年03月24日 |                      | 池辺晋一郎（作曲家） ⚫檀ふみ（女優・司会者・エッセイスト）    | |
| 2002年04月07日 - 2005年03月27日 |                      | 池辺晋一郎 ⚫若村麻由美（女優）                                | |
| 2005年04月03日 - 2006年04月02日 |                      | 池辺晋一郎 ⚫大河内奈々子（女優）                              | |
| 2006年04月09日 - 2008年03月23日 |                      | 池辺晋一郎 ⚫髙橋美鈴（アナウンサー）                          | |
| 2008年04月06日 - 2009年03月22日 |                      | 池辺晋一郎 ⚫岩槻里子（アナウンサー）                          | |
| 2009年04月 - 2011年03月         |                      | 西村朗（作曲家） 岩槻里子                                      | |
| 2011年04月03日 - 2012年03月25日 |                      | 西村朗 黒崎めぐみ（アナウンサー）                              | |

### 主なゲスト
| 放送日                | ゲスト     | タイトル                                |
| --------------------- | ---------- | --------------------------------------- |
| 1992年7月4日          | 山田洋次   | 杮落とし                                |
| 1992年7月11日         | 山田洋次   | 山田洋次 音と映像                       |
| 1992年8月1日・8月15日 | 木村尚三郎 | 木村尚三郎のパリ1・2                    |
| 1993年1月16日         | 島田雅彦   | 点描 ショスタコーヴィチ                 |
| 1999年6月13日         | 松本零士   | 松本零士＂指輪＂のロマンを語る          |
| 1999年7月11日         | 小原乃梨子 | のび太くんはワルツ好き?!                |
| 1999年11月14日        | 香山リカ   | 香山リカが診察・マーラーの悩み          |
| 1999年12月12日        | 江川紹子   | 江川紹子の秘かな楽しみ                  |
| 2000年2月13日         | 春風亭小朝 | 春風亭小朝のよもやま話                  |
| 2000年3月12日         | 加藤一二三 | 勝負にゃ泣かぬがモーツァルトには泣ける  |
| 2000年4月9日          | 野村萬斎   | 野村萬斎 シェークスピアへの道           |
| 2000年5月14日         | 髙樹のぶ子 | よみがえる魂の調べ 〜作家・高樹のぶ子〜 |
| 2000年6月11日         | 山口崇     | 山口崇のクラシックは永遠の友            |
| 2000年7月9日          | 吉田美奈子 | ポップス歌手とクラシックの幸せな出会い  |
| 2000年8月13日         | 美輪明宏   | 美しさの条件・美輪明宏                  |
| 2000年10月8日         | 谷川俊太郎 | 武満徹の歌〜詩人・谷川俊太郎            |
| 2000年12月10日        | 横尾忠則   | 芸術は皆兄弟〜画家・横尾忠則            |
| 2004年1月25日         | 筒井康隆   | 多彩な作家の音楽談義                    |
| 2007年4月22日         | さだまさし | さだまさしが語る音楽の心                |

## 番組内容
西村時代
2009年、13年間 番組を担当した池辺から西村へ交代した。毎回最後に5分ほど「西村朗の今宵もカプリッチョ」という音楽解説がある。
池辺時代
- 第1週：最近行われた注目の演奏会を紹介する。
- 第2週：過去の名演を紹介する。
- 第3週：「池辺晋一郎の音楽百科」と題して、あるテーマに則って司会の池辺晋一郎がピアノを弾いたりしながら解説し、それに関係するN響の演奏シーンを流す。
- 第4週：様々な分野からゲストを招き、音楽について話し、それにちなんだN響の演奏を流す。

過去
- 楽器交友録（1997年4月 - 1998年3月）
番組最後に各楽器をひとつずつ取り上げ、N響の奏者（たまに外部含む）にインタビューする。テーマ音楽は池辺作曲。ヘ長調で木管五重奏とピアノの編成。

## テーマ曲
- オープニング（2011年 - ）：プロコフィエフ「交響曲第1番第3楽章」
- 『今宵もカプリッチョ』のコーナー：パガニーニ「24の奇想曲 第13曲」
- エンディング（公演案内、2009年 - ）：J.S.バッハ「カプリッチョ『最愛の兄の旅立ちに寄せて』BWV992 第1楽章」

過去
| 年       | 作曲者                   | 曲名                                                      | 指揮者                       |
| -------- | ------------------------ | --------------------------------------------------------- | ---------------------------- |
| 1991年頃 | グリンカ                 | 『ルスランとリュドミラ』序曲                              |                              |
| 1992年   | ブラームス               | 『交響曲第3番』第3楽章                                    | エフゲニー・スヴェトラーノフ |
| 1993年   | チャイコフスキー         | 『くるみ割り人形』より『花のワルツ』                      | エフゲニー・スヴェトラーノフ |
| 1995年   | チャイコフスキー         | 弦楽セレナーデ第2楽章                                     | エフゲニー・スヴェトラーノフ |
| 1996年   | ベートーヴェン           | 交響曲第6番『田園』第1楽章                                | クルト・ザンデルリンク       |
| 1998年   | ベルリオーズ             | 『幻想交響曲』第2楽章                                     | シャルル・デュトワ           |
| 1999年   | ホルスト                 | 組曲『惑星』より『木星』                                  | シャルル・デュトワ           |
| 2000年   | メシアン                 | 『トゥランガリーラ交響曲』より第5楽章『星たちの血の喜悦』 | シャルル・デュトワ           |
| 2001年   | ベルリオーズ             | 『ローマの謝肉祭序曲』                                    | シャルル・デュトワ           |
| 2006年   | リヒャルト・シュトラウス | 交響詩「ドン・ファン」                                    |                              |
| 2008年   | シューマン               | 交響曲第3番『ライン』第1楽章                              | ヘルベルト・ブロムシュテット |